# Science fiction-fandom
Science fiction-fandom är ett kontaktnät eller informell rörelse av science fiction-intresserade och före detta sf-intresserade, framför allt för science fiction i skriven form, vars medlemmar kallas sf-fans eller bara fans. Nätverket har sina rötter i brevspalterna i de kiosk-sf-magasin, så kallade pulpmagasin, som gavs ut i USA under första halvan av 1900-talet (det första med science fiction, Amazing Stories, kom 1926). Det uppstod då tidskrifterna tryckte namn och adress på dem som publicerades i brevspalterna, varpå de unga, vetgiriga läsarna började skriva direkt till varandra och lärde känna varandra. Umgänget försiggick via korrespondens samt i amatörtidningar, så kallade fanzine och sf-klubbar. Science fiction-fandom var särskilt under tidigare delen av 1900-talet med om att fostra många som sedan kom att arbeta inom genren. Fandom kom till Storbritannien redan före andra världskriget, och spreds efter kriget till de flesta europeiska länder. Det finns även en fandom i bland annat Japan, Israel, Australien, Sydamerika och många andra länder och regioner. 

## Definition av sf-fan
Inom fandom syftar ordet "fan" bara på medlemmarna inom rörelsen. Det finns således gott om science fiction-läsare som inte är fans i denna bemärkelse. Naturligt nog är de flesta läsare sådana. Fandom har betraktats både som ett öppet socialt kontaktnät och en klubb för inbördes beundran. Inom gruppen finns både de som i första hand är intresserade av science fiction och de som i första hand är intresserade av fandom i sig. Som ytterligheter finns alltså de som läser sf men aldrig träffar andra som gör det, och som en lätt paradoxal mer sällsynt ytterlighet finns de som visserligen är fans och umgås med fans men sällan eller aldrig läser sf. Somliga klassiska fanzine handlade bara om fans och vad de gjorde, och brukade kallas fanniska medan andra som benämndes sercon ("serious and constructive") var amatörens försök att prestera sin egen riktiga sf-tidskrift. De flesta fans faller mellan de bägge ytterligheterna, eller rör sig mellan dem.